# Dilane Bakwa
Dilane Bakwa (* 26. August 2002 in Créteil) ist ein französisch-kongolesischer Fußballspieler, der bei Racing Straßburg spielt.

## Leben
Dilane Bakwa wurde in Frankreich geboren und ist DR-kongolesischer Abstammung.

## Karriere

### Verein
Bakwa begann seine fußballerische Karriere beim FC Boissy, wo er von 2010 bis 2012 spielte. 2012 wurde sein Vertrag dort aufgelöst und ein Jahr später wechselte er zu US Lusitanos Saint-Maur. 2015 unterschrieb er bei Girondins Bordeaux. Für die zweite Mannschaft machte er bislang acht Spiele. In der Youth League lief er 2017/18 auf. Am 27. September 2020 (5. Spieltag) debütierte er für die Profis gegen den OGC Nizza. Anschließend kam er des Öfteren als Einwechselspieler zum Einsatz. Nach dem Abstieg von Bordeaux in der Saison 2021/22, wurde Bakwa in der Ligue 2 ein wichtiger Stammspieler für die Mannschaft.
Im Sommer 2023 kehrte er in die Ligue 1 zurück und wechselte zu Racing Straßburg.

### Nationalmannschaft
Bakwa spielte bislang neunmal für die U16 der Franzosen, wobei er dreimal traf. Noch im selben Jahr kam er 19 Mal für die U17 zum Einsatz, für die er zweimal traf.